# انتقام آنجلو
انتقام آنجلو (به انگلیسی: Avenging Angelo) فیلمی است محصول سال ۲۰۰۲ و به کارگردانی مارتین برک است. در این فیلم بازیگرانی همچون سیلوستر استالونه، مادلین استو، آنتونی کوئین، رائول بووا، هری ون گورکم و بیلی گاردل ایفای نقش کرده‌اند.

## خلاصه داستان
زنی که به تازگی متوجه شده دختر یکی از بزرگان مافیا است که به تازگی کشته شده است، با کمک محافظ وفادار پدرش تصمیم به انتقام می‌گیرد…